# Chrypialowa
Chrypialowa (biał. Хрыпялёва; ros. Хрипелёво) – wieś na Białorusi, w obwodzie mohylewskim, w rejonie mohylewskim, w sielsowiecie Wiendaraż.